# 알렉산데르 뤼바크
알렉산데르 이고르예비치 뤼바크(노르웨이어: Alexander Igorjevitsj Rybak, 본명: 알략산드르 이하라비치 리바크(벨라루스어: Алякса́ндр І́гаравіч Рыба́к, 1986년 5월 13일 ~ )는 벨라루스 출신 노르웨이의 바이올리니스트, 가수, 작곡가, 배우이다. 러시아의 모스크바에서 열린 유로비전 송 콘테스트 2009에서, 노르웨이 대표로 직접 작사 및 작곡한 곡 "Fairytale"을 불러 사상 최고의 387 득점을 얻어 우승했다.